# Dołek (Obojna)
Dołek – część wsi Obojna położona w Polsce,  w województwie podkarpackim, w powiecie stalowowolskim, w gminie Zaleszany.
W latach 1975–1998 Dołek należał administracyjnie do województwa tarnobrzeskiego.